# راز راما
رازِ راما نام داستانی در گونهٔ علمی-تخیلی است که در سال ۱۹۹۳ (میلادی) به قلم آرتور سی. کلارک و با همکاری جنتری لی نگاشته شد و آخرین کتاب از مجموعهٔ میعاد با راما، راما ۲ و باغ راما می‌باشد.

## کتاب‌های این مجموعه
- ملاقات با راما (۱۹۷۲)
- راما ۲ ( ۱۹۸۹)
- باغ راما (۱۹۹۱)
- راز راما (۱۹۹۳)

جنتری لی همچنین دو رمان دیگر را که در همان جهان راما قرار دارد، نوشت:
- پیامبران روشن (۱۹۹۶)
- (Double Full Moon Night (۲۰۰۰‍